# Martine Lafon
Pour les articles homonymes, voir Lafon.
 (mai 2019).
Si vous disposez d'ouvrages ou d'articles de référence ou si vous connaissez des sites web de qualité traitant du thème abordé ici, merci de compléter l'article en donnant les références utiles à sa vérifiabilité et en les liant à la section « Notes et références ».
Martine Lafon, née en 1954 à Bessèges, est une artiste plasticienne et auteure française. 
Présentée comme une artiste du livre, « elle mène une pratique éditoriale dans laquelle la multiplicité des techniques et matériaux qu'elle utilise la place dans une logique de multiplication d'images où la polysémie amplifie les signes et les sens ». Elle vit à Paris et dans le sud de la France.

## Biographie
Martine Lafon naît en 1954 à Bessèges.
En 1988, un voyage en République démocratique allemande à Berlin, Leipzig et Dresde oriente son travail sur les limites du paysage. Elle développe cette démarche de manière décisionnelle au début des années 90, dans l'ex-Allemagne de l'Est, ainsi qu'à Prague, mais également en France en observant les frontières historiques et en associant toujours la photographie et la gravure ou le dessin.
Elle est invitée en 2011 en résidence d'artiste en Lettonie pour comprendre ce qu'il reste de ce pays de l'ancien Empire russe, dans la peinture de Mark Rothko, et en présente la restitution en 2016 au Centre Mark Rothko à Daugavpils.
Martine Lafon fonde en 1996, l'atelier post-rodo avec Gérard Depralon.
C'est en 1997 qu'elle entame une réflexion sur la couleur rouge en mettant en parallèle deux robes, celle de la Vierge à l'enfant du Maître de Narni, XVe siècle et une paper dress d'Andy Warhol. En collaboration avec Esther Moench est édité La Robe rouge chez post-rodo en 1997. 
« Depuis 1992, Martine Lafon conduit une réflexion sur le territoire, rural ou urbain, qu'elle transcrit par la gravure, le dessin et la photographie. […] En observant les livres dans lesquels elle intervient on est frappé par la quasi omniprésence du rouge… ».

## Édition livres d'artiste et estampes

### Livres d'artiste
« Depuis le début des années 90, elle s'est engagée dans la publication régulière de livres, comme un besoin vital, un prolongement naturel à sa création picturale, peut-être une évidence qui surgit avec la force des mots, à la manière des ricochets : livres d'artiste pour certains, livres de dialogue avec des poètes, livres en correspondance avec des chercheurs, écrivains, scientifiques ».
- La Fête des enfants, livre animé, texte bilingue, traduction Tomoko Kitaoka, éditions post-rodo, 2021
- Have I the moon in my pocket, texte Sylvie Durbec, éditions post-rodo, 2020
- Pinocchio, livre animé, texte Gilbert Lascault, éditions post-rodo, 2019
- Les Signes d'une ligne, portfolio portant sur l'influence du vocabulaire cistercien dans l'œuvre de Gabrielle Chanel, éditions Le Renard Pâle, 2018
- La Statuette et la Porte noire, texte Jacques Laurans, éditions post-rodo, 2017
- Douze cartes pour Alice, texte Gilbert Lascault, éditions Collodion, 2016
- Le Loup, la vache et le cercle, légende vauclusienne, éditions de l'Hôtel d'Agar Cavaillon, 2016
- Petit Chaperon Rouge..., citation Charles Dickens, éditions Le Renard pâle, collection Téménos, 2015
- La Décision du marcheur, texte Jacques Laurans, éditions de Rivières, 2010
- La Feuille, texte Pierre André Benoit, éditions de Rivières, 2010
- Je vais dormir, texte Alfonsina Storni, éditions Le Renard pâle, 2010
- Clitoris, texte Fernando Arrabal, éditions Le Renard pâle, 2009
- Ce corps, texte Pierre André Benoit, éditions de Rivières, 2009
- Rouge passé lequel, texte Jean-Gabriel Cosculluela, éditions Méridianes, 2009
- D'autres rouges encore, Régine Detambel, éditions post-rodo, 2009
- Rougir, texte Régine Detambel, éditions de Rivières, 2009
- Pélerine, texte Régine Detambel, éditions de Rivières, 2009
- Combat singulier, Régine Detambel, éditions de Rivières, 2009
- Teinturière, texte Régine Detambel, éditions de Rivières, 2008
- Les mains jointes, texte Jacques Laurans, éditions de Rivières, 2008
- Noir, blanc, gris, texte Jacques Laurans, éditions de Rivières, 2008
- Au coin du mur, texte Michel Butor, éditions de Rivières, 2008
- Jangada de chambre, texte Michel Butor, éditions de Rivières, 2008
- Après tout, texte Gaston Puel, éditions de Rivières, 2008
- Comme un p'tit coquelicot, texte Michaël Glück, éditions de Rivières, 2008
- Exubérance, texte Pierre André Benoit; éditions de Rivières, 2006
- Et vogue... le bonheur, texte Delphine Maurant, préface Jean-Louis Leprêtre, éditions post-rodo, 2004
- Les Dés tombent de l'infini, texte René Pons, livre-meuble, commande de la bibliothèque de Carré d'art, Nîmes, 2003

### Estampes
- S'accrocher au relief, estampe pigmentaire, Le Larith, Chambéry, 2020
- Légendes d'hiver, gravure et pochoir, sur papier spécifiquement fabriqué au moulin Vallis Clausa, co-édition Vallis Clausa Fine Art et Bruno Jacomet[10], 2016
- De l'usine au musée, suite d'estampes numériques portant sur le patrimoine industriel, restitution d'un travail à Résidence Le Cube Valaurie, Éditions Bervillé 2012-2014
- Dendrologie imaginaire, gravure, presse litho de Pierre André Benoit, Château Moderne de Rivières, éditions de Rivières, 2009
- Ouf! ex-voto du petit chaperon rouge, digigraphie, Atelier Eric Linard, 2009

## Expositions personnelles
- 2020-2021 : Rouge en hiver, trois expositions de Martine Lafon, Châteaux de Châteaudun, de Fougères-sur-Bièvres et de Talcy, Centre des monuments nationaux
- 2018 : Flâner et observer, Médiathèque, Roanne[11]
- 2016-2017 : Légendes d'hiver, commande du Cabinet de curiosités de l'Hôtel d'Agar, Cavaillon[12],[13]
- 2016 : Façonnage et impression, Musée du Cartonnage et de l'Imprimerie, Valréas
- 2016 : Peindre sur la couleur mouillée, Daugavpils Mark Rothko Art Centre, Lettonie[14]
- 2015 : Les signes d'une ligne, Espace cistercien, Aubazine[15],[16],[17]
- 2015 : Écarlate & Confusion, Château de l'Esparrou, Canet-en-Roussilon, Réseau national des CCR[18]
- 2014 : De l'usine au musée, Espace Ducros, Grignan (commissariat Les Enfants du facteur)[19]
- 2012 : Peindre sur la couleur mouillée, Musée des Beaux-arts, Orléans[20]
- 2011 : En quête pour le rouge, Latvian National Museum of Art, Riga
- 2010 : Supervues, Hôtel Burrhus, etite surface d'art contemporain, Vaison-la-Romaine
- 2010 : Voyages empruntés, Artothèque, Grenoble[21]
- 2010 : Martine Lafon, livres d'artiste, Éditions Méridianes, Galerie AL/MA, Montpellier[22]
- 2010 : Entrer en résidence, Lycée Louis Feuillade, Lunel[23]
- 2010 : Écarlate & Confusion, Artothèque et bibliothèque Bonlieu, Annecy
- 2010 : Le premier péché, Domaine de La Roche-Jagu, Ploëzal
- 2009 : Contours, détours, commande du Musée des Alpilles, Saint-Rémy-de-Provence
- 2009 : Écarlate & Confusion, Artothèque de Saint-Priest
- 2008-2009 : Au bord de l'eau…, Monument Jeu d'enfants & Contes et Histoires, Villa Savoye, Poissy.
- 2008 : Écarlate & Confusion, Médiathèque, Poitiers
- 2007 : L'Enclos à graines de Yokohama, Sentier Art et Nature, Jaujac[24],[25],[26],[27]
- 2007 : Passion en dialogue, Musée d'Art Sacré du Gard, Pont-Saint-Esprit[28]
- 2007 : Débats de cochenilles et propos de garance, Parc de Wesserling
- 2007 : Chaperon rouge, Médiathèque de la Durance, Cavaillon
- 2007 : Jeux et quête, Chapelle du Carmel, Art-Image, Chalon-sur-Saône[29]
- 2006 : Écarlate & Confusion, Musée de l'Hôtel Goüin et Université François Rabelais, Tours
- 2006 : Cette couleur, ce paysage, Médiathèque, Roanne
- 2006 : 150 ans de passion, Domaine de Prafrance, Bambouseraie, Anduze
- 2005 : Humeur de papillon, La Fabrique du pont d'Aleyrac, Saint Pierreville[30],[31]
- 2005 : Être invité en étrange pays, (avec Sylvie Maurice), Artothèque, Miramas-Ouest-Provence[32]
- 2004 : Jeux et quête, Chapelle des Jésuite et Mur Foster, Carré d'art, Nîmes
- 2003 : Eau, délice et confession, Galerie Pierre Tal Coat, commande de l'Artothèque, Hennebont[33]
- 2003 : Déjouer le jeu fini des rives, Artothèque Bonlieu, Annecy
- 2002 : Non loin de là, Maison française, Bologne (commissariat Isabelle Mallez)
- 2001 : Galerie Dortindeguey-Regal, Arles (avec Manuel Salvat et Jean Palomba)
- 200 : Une couleur : Rouge, Espace Landowski et bibliothèque, Boulogne-Billancourt
- 2000 : Reliquaires, Musée d'Art Sacré du Gard, Pont-saint-Esprit
- 2000 : Die Linie der Augen, Galerie B, Frankfurt/Oder, Allemagne et CAC Prowincionalna, Słubice, Pologne
- 1998 : Mythologies fluviales, Carré d'art- salle patrimoine, Nîmes (avec Jacqueline Salmon)
- 1998 : Stand-Punkt, Institut français, Berlin
- 1997 : Labyrinthe et Reliquaires, Musée d'Art et d'Histoire, Auxerre
- 1997 : Stèles, Artothèque Antonin Artaud, Marseille[34]
- 1996 : Rhénanes et Rhodaniennes, Galerie Alten Markt, Rostock, Allemagne (commissariat Isabelle Mallez) [35]

## Expositions collectives
- 2018 : Pop-up, Histoire du livre animé, Musée Médard, Centre d'interprétation du livre et du patrimoine écrit, Lunel
- 2016 : Les 15 ans du Renard pâle, Sotheby's Galerie Charpentier, Paris[36]
- 2016 : Salon du livre rare, L'heure Joyeuse et Librairie Michèle Noret, Grand-Palais, Paris
- 2016 : Galerie Deleuze-Rochetin, Arpaillargues[37]
- 2016 : Leurs nouveaux dessins, Artothèque Antonin Artaud, Marseille[38]
- 2016 : Dessinez disent-ils, Centre d'art Les Pénitents noirs, Aubagne[39]
- 2015 : Ex-voto, Les Enfants du Facteur, Espace Ducros, Grignan
- 2014 : Le Printemps de l'Art Contemporain Marseille, Artothèque Antonin Artaud, Marseille
- 2013 : Entre les mots/zones lithique et neigeuse, Galerie Deleuze-Rochetin, Arpaillargues[40]
- 2013 : Gloire du végétal, Galerie Mogabgab, Beyrouth (commissariat Gilbert Lascault)
- 2013 : Les éditions de Rivières, Musée Pierre André Benoît, Alès

## Collections
- Fonds National d'Art Contemporain, Paris
- MACVAL, Musée d'Art Contemporain du Val-de-Marne, Vitry[41]
- Musée Matisse, Le Cateau-Cambrésis
- Fonds d'Art Contemporain du Limousin, Limoge
- Bibliothèque Nationale de France, Cabinet des estampes, Paris[42]
- Bibliothèque Nationale de France, Réserve des livres rares, Paris[43]
- Fonds patrimoniaux en bibliothèques
- Fonds de la Direction du Livre et de la Lecture du Gard
- Fonds en artothèques
- Fonds patrimoniaux de la bibliothèque du Musée des arts Décoratifs, Paris
- Latvian National Museum of art, Riga
- Daugavpils Mark Rothko Art Centre, Lettonie
- Musée d'Art Sacré du Gard
- Musée de la céramique, Saint-Quentin-la-Poterie
- Musée des Alpilles, Saint-Rémy-de-Provence
- Musée de la Carte à jouer, Issy-les-Moulineaux
- Musée du Cartonnage et de l'Imprimerie, Valréas
- Collection de la Sacem
- Collection du Conseil régional, Montpellier
- Fonds d'Art Contemporain du lycée Louis Feuillade, Lunel
- Collection Morand-Valton, Hôtel d'Agar, Cavaillon

## Filmographie
- Rouge en Hiver, château de Châteaudun, château de Fougères-sur-Bièvres, château de Talcy, Centre des monuments nationaux, trois vidéos réalisées par Maria B. pour le Centre des monuments nationaux, 2020. Vidéo Rouge en hiver (chateau-chateaudun.fr) Vidéo Rouge en hiver (chateau-talcy.fr) Vidéo Rouge en hiver (fougeres-sur-bievre.fr)
- Martine Lafon, entretien, My Art Goes Boom par Joris Brantuas[44]
- Galerie Deleuze-Rochetin, film de Thomas Pedeneau, entretiens avec les artistes[45]